# Mustafa Temmuz Oğlakcıoğlu
Mustafa Temmuz Oğlakcıoğlu (* 1985 in Nürnberg) ist ein deutscher Jurist, Richter, Wissenschaftler und Hochschullehrer.

## Leben
Mustafa Oğlakcıoğlu studierte 2004 bis 2009 Rechtswissenschaften an der Friedrich-Alexander-Universität Erlangen. Er promovierte im Jahr 2013 ebendort zum Thema Allgemeiner Teil des Betäubungsmittelstrafrechts. Er arbeitete von 2015 bis 2020 am Lehrstuhl von Hans Kudlich als akademischer Rat auf Zeit; dort ebenso von April bis Oktober 2021. Dazwischen von April 2020 bis März 2021 war er als Vertretung des Lehrstuhls für Strafrecht, Strafprozessrecht und Rechtsinformatik an der Europa-Universität Viadrina, Frankfurt (Oder), tätig. Von Oktober bis November 2021 vertrat er den Lehrstuhl für Strafrecht, Strafprozessrecht, Rechtsphilosophie und Rechtstheorie von Heinz Koriath an der Universität des Saarlandes. Seit dem 1. Dezember 2021 ist Oğlakcıoğlu als Professor an der Universität des Saarlandes tätig und als dieser Inhaber des Lehrstuhls für Strafrecht, Strafprozessrecht, Medizinstrafrecht und Rechtsphilosophie.
Er ist ständiger Mitarbeiter bei der OzSR (Online-Zeitschrift für Suchtstoffrecht) und hat sein Rechtsreferendariat am Oberlandesgericht Nürnberg absolviert.
Zusammen mit Florian Nicolai produziert er den Podcast Räuberischer Espresso, der sich mit Fragen des Strafrechts im Alltag beschäftigt.
Mustafa Oğlakcıoğlu forscht im Bereich des allgemeinen Strafrechts, Wirtschaftsstrafrechts, Betäubungsmittelstrafrechts und Lebensmittelstrafrechts.
Im Juli 2023 wurde Oğlakcıoğlu im zweiten Hauptamt zum Richter am Saarländischen Oberlandesgericht ernannt.
Als Nachfolger von Gerhard Schäfer übernimmt Oğlakcıoğlu die Mitherausgeberschaft der Fachzeitschrift Juristische Rundschau.

## Werke (Auswahl)
Quelle:
- Der Allgemeine Teil des Betäubungsmittelstrafrechts, 704 Seiten, Duncker & Humblot, Berlin 2013 (Dissertation), ISBN 3-428-14100-8
- Wirtschaftsstrafrecht (Reihe „Start ins Rechtsgebiet“), zusammen mit Hans Kudlich, XXII, 310 Seiten, C.F. Müller, Heidelberg 2. Aufl. 2014
- Ein Leitfaden für die Notwehrprovokation, HRRS 2010, 106
- Drogen in der strafrechtlichen Klausurbearbeitung, ZJS 2010, 340
- 50 Jahre Jauchegrubenfall - Alter Wein in noch älteren Schläuchen?, JR 2011, 103
- Gangsta-Rap: Lyrische Kunstform oder strafwürdiges Verhalten ?, in: Grenzüberschreitungen: Recht, Normen, Literatur und Musik, Britta Lange, Martin Roeber, Christoph Schmitz-Scholemann (Hg.), De Gruyter 2019, ISBN 978-3-11-064359-6, S. 3–18
- Miet(Straf)recht – Teil II, zusammen mit Nicolai, Florian, in: JA 2021, S. 213–219
- Strafbare Sprechakte: Dogmatik und Legitimation von Äußerungsdelikten, Habilitationsschrift[12], Mohr Siebeck 2023, ISBN 978-3-16-162028-7

## Auszeichnungen (Auswahl)
Quelle:
- 2013: Promotionspreis des Fachbereichs Rechtswissenschaft der Rechts- und Wirtschaftswissenschaftlichen Fakultät der Friedrich-Alexander-Universität Erlangen (FAU)
- 2014: Staedtler-Promotionspreis[14]
- 2020: Auszeichnung der Europa-Universität Viadrina Frankfurt (Oder) für gute Lehre im Sommersemester 2020
- 2021: Joachim-Vogel-Gedächtnismedaille[15] für die Habilitationsschrift